# Brignoliella caligiformis
Espèce
Brignoliella caligiformis est une espèce d'araignées aranéomorphes de la famille des Tetrablemmidae.

## Distribution
Cette espèce est endémique de Hainan en Chine,,.

## Description
Les mâles mesurent de 1,22 à 1,31 mm et les femelles de 1,24 à 1,35 mm.

## Publication originale
- Tong & Li, 2008 : Tetrablemmidae (Arachnida, Araneae), a spider family newly recorded from China. Organisms, Diversity & Evolution, vol. 8, p. 84-98.